# Cimetière Carnot de Suresnes
Le cimetière Carnot est un cimetière communal se trouvant rue du Clos-des-Ermites à Suresnes (Hauts-de-Seine).

## Situation et accès

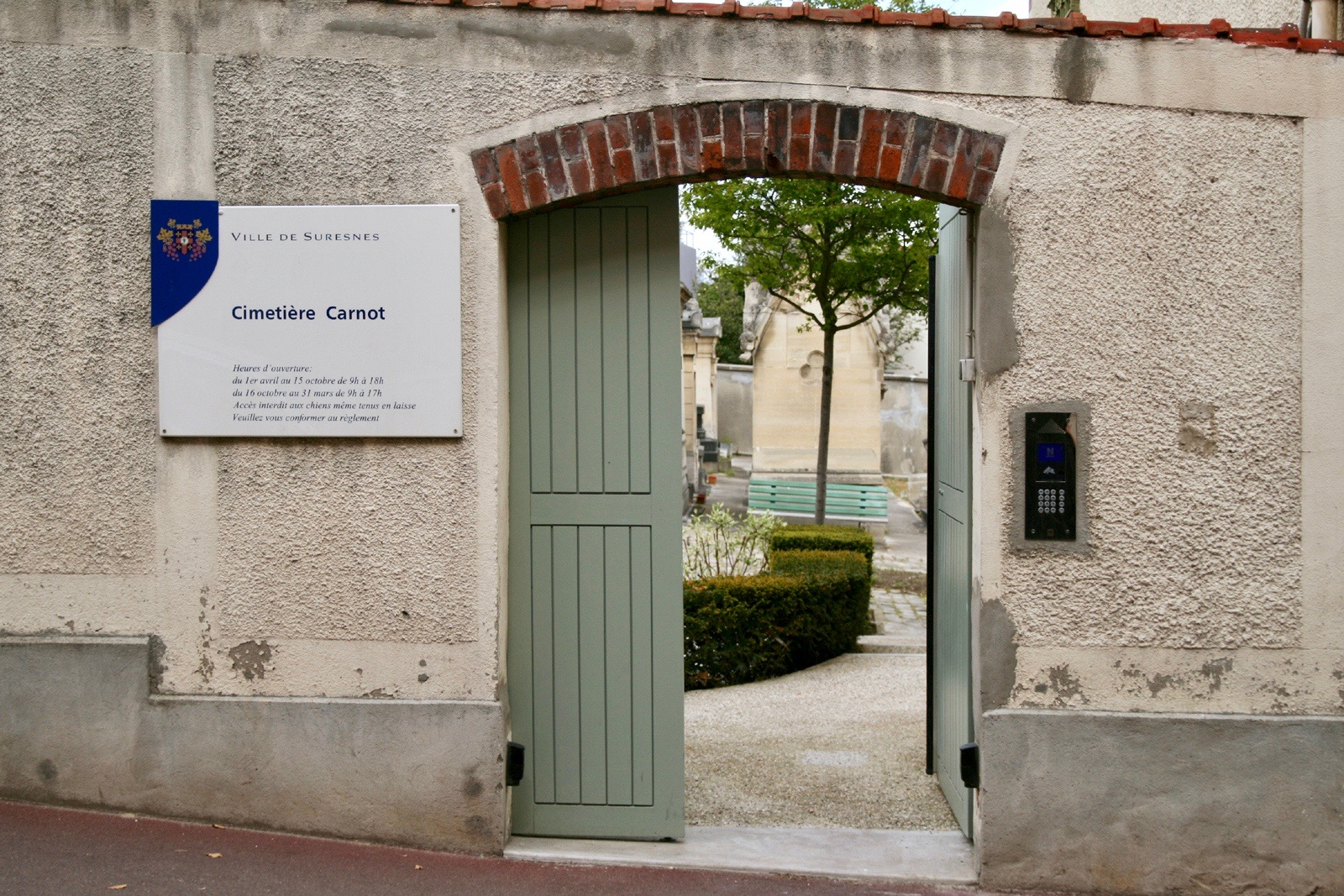
Entrée rue du Clos-des-Ermites.

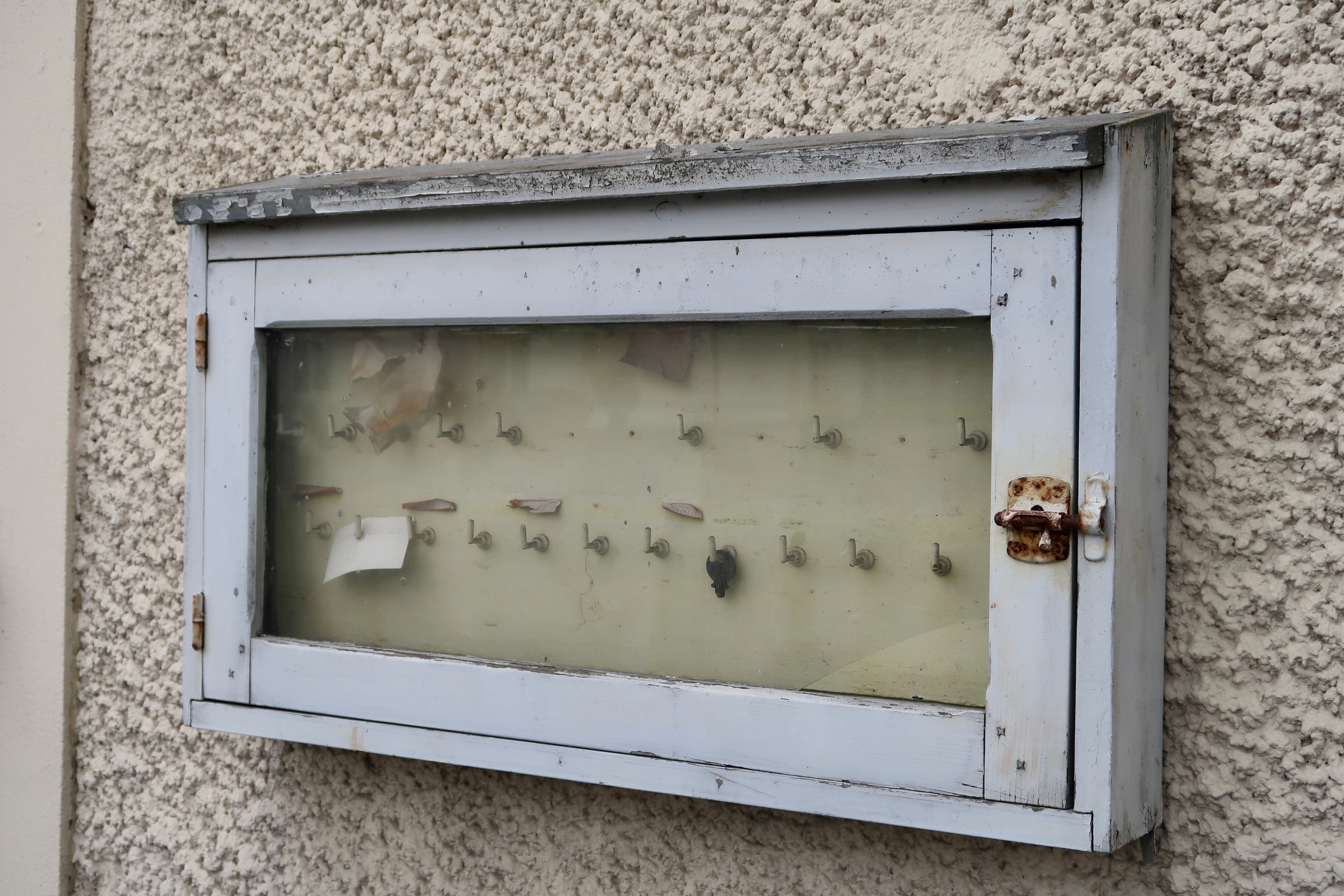
Ancienne boîte à clefs, à l'entrée. Elle devait initialement abriter les clefs des mausolées du cimetière.

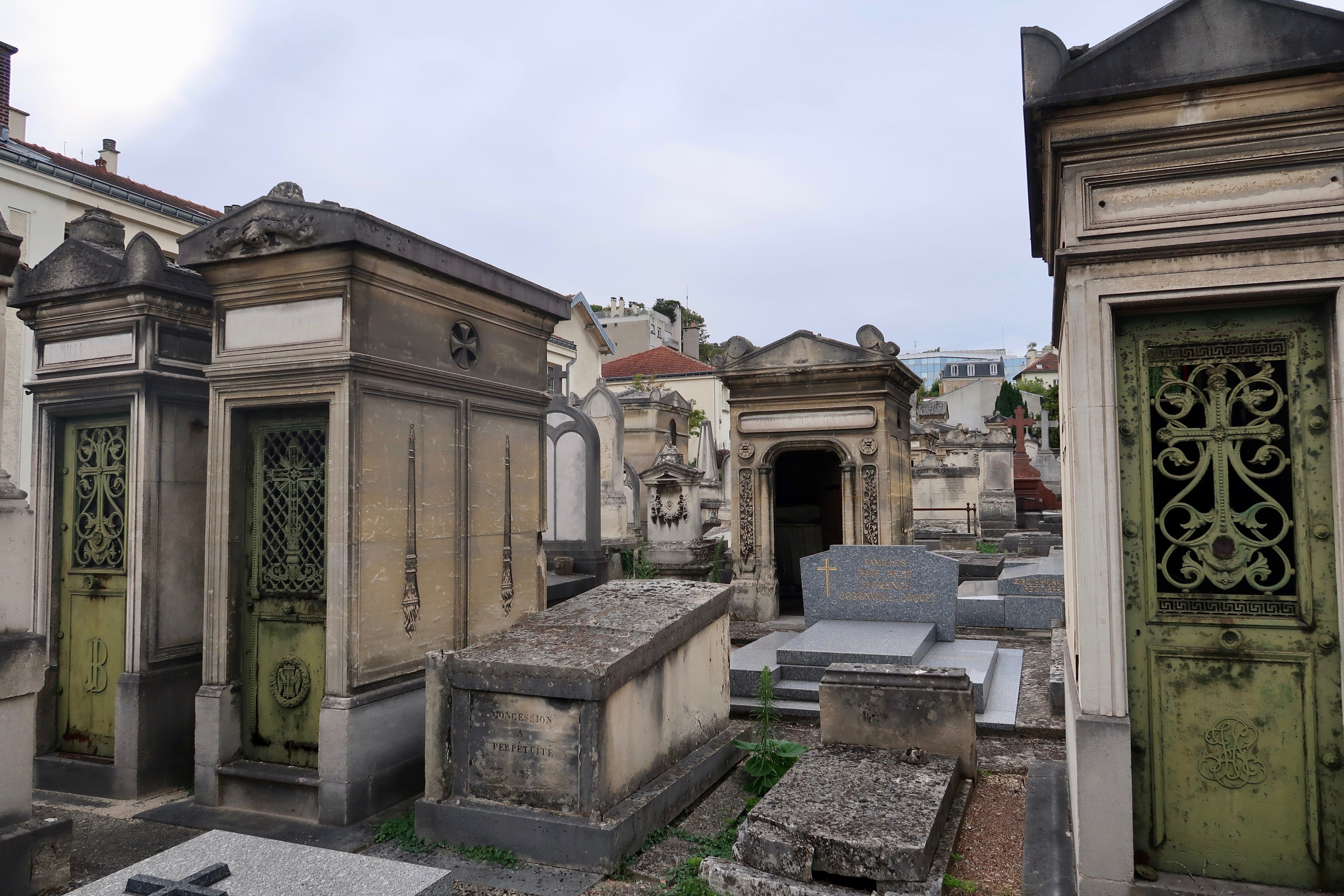
Sépultures anciennes.

Le périmètre du cimetière est délimité par la rue du Clos-des-Ermites, la rue Carnot, la rue de la Gauchère et la rue Gardenat-Lapostol.
Le grand portail est situé 5 rue Carnot mais l'entrée du public se fait par le 4 rue du Clos-des-Ermites.

## Historique
En septembre 1810, la municipalité crée un nouveau cimetière, afin de remplacer l'ancien cimetière de la Fouillée, jugé trop petit et trop proche des habitations du village qu'est encore Suresnes. Pour ce faire, l'abbé Huet, curé de la commune, vend un terrain aux autorités locales à un prix modeste. Il est trois fois plus grand que l'ancien cimetière. Dès l'année suivante, la famille de Vogüé y demande une concession,,.
Le 3 juin 1940, lors de la bataille de France, 28 bombes allemandes tombent sur Suresnes, donc quatre sur le cimetière Carnot.
En 2023, il compte 767 emplacements (concessions perpétuelles ou centenaires). Une dizaine d'inhumations ont lieu par an. Un recensement amateur de mars 2024 dénombre 640 tombes encore lisibles.

## Personnalités inhumées
Par date de naissance :
- Stèle de Jean-Baptiste Nicolas Dorothée Villar, « ministre de France » mort en 1808. Avocat toulousain, ministre plénipotentiaire à Mayence, puis à Gênes de 1794 à 1796, il était le frère de l’académicien Noël-Gabriel-Luce Villar. Il s'agit de l'une des plus anciennes sépultures du cimetière[7].
- Jean-Baptiste Philibert Willaumez (1763-1845), vice-amiral. Son tombeau reproduit une coque de navire retournée[7].
- Laure Surville (1800-1871), femme de lettres, sœur d'Honoré de Balzac[7].
- Ernest Bazin (1807-1878), professeur à la faculté de médecine et dermatologue. Son mausolée est orné d'un buste en bronze, réalisé par Eugène Delaplanche (1872)[7].
- Jean Auguste Marc (1818-1886), illustrateur. Il achète une concession en 1875 pour y inhumer son fils mort à 22 ans et y reposera à son tour, comme d'autres membres de sa famille. Elle se trouve à côté d'une tombe accueillant les dépouilles de 13 soldats de la guerre franco-prussienne de 1870. La sépulture d'origine de la famille Marc est décrite ainsi par l'historien de Suresnes Edgard Fournier : « Un fût de colonne en marbre, placé sous un dais de style mauresque ; le dôme est surmonté d'une boule où on lit une inscription en lettres onciales dorées ». En 1995, il n'en reste que le soubassement avec un sol en carreaux de céramique, quelques marches, une croix et une plaque gravée des noms de la famille[8].
- Pierre Carrier-Belleuse (1851-1932), peintre. Il est enterré dans la même tombe que la précédente, Laure Surville étant la grand-mère de son épouse[7].
- Gustave Paul Cluseret (1823-1900), militaire qui participa à la guerre de Sécession et à la Commune de Paris. La plaque de sa tombe, en mauvais état, a disparu et sa tombe est désormais anonyme[7].
- Charles Frédéric Worth (1826-1895), couturier[7] et son épouse Marie Vernet, mannequin[9].
- Pierre-François Villaret (1830-1896), ténor. Sa tombe est ornée d'une lyre en bronze[7].
- Marie-Joséphine Picquet-Wild (1826-1898), cantatrice[7].
- Isabelle Massieu (1844-1932), exploratrice[7].
- Théophile Manoury (1846-1908), baryton. Sa tombe est ornée d'un bas-relief en bronze à son effigie[7].
- François Brunery (1849-1926), peintre. Son fils Marcel, également peintre, est enterré à ses côtés.
- Henri Sellier (1883-1943), maire de Suresnes, sénateur, ministre de la Santé[7].
- Raymond Cosson, maire de Suresnes de 1953 à 1956.
- Caveau de la famille Gallimard (au XIXe siècle, la grand-mère de Gaston Gallimard fut propriétaire du château de la Source).

## Galerie de photographies

Illustrations
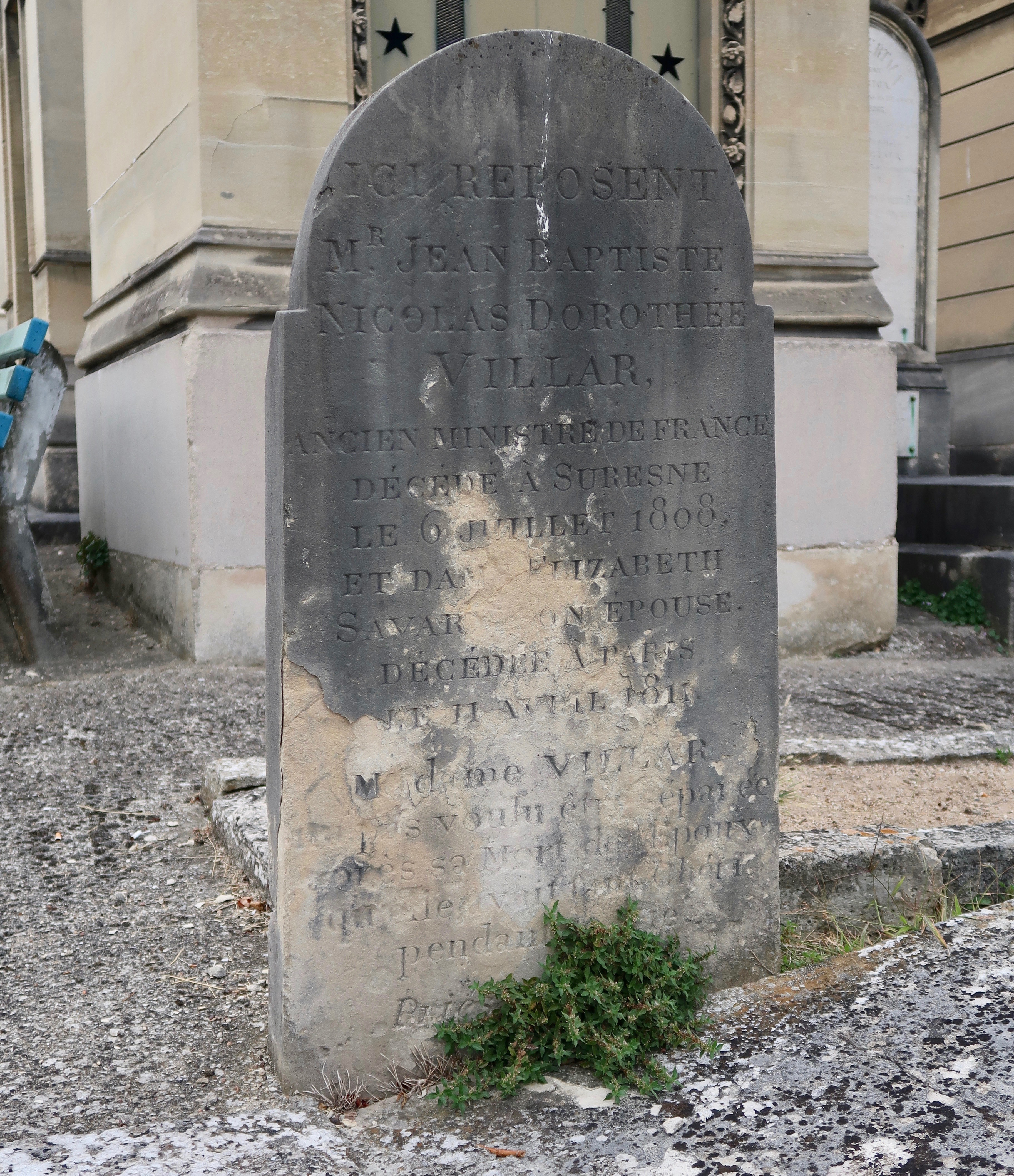
Stèle de Villar.
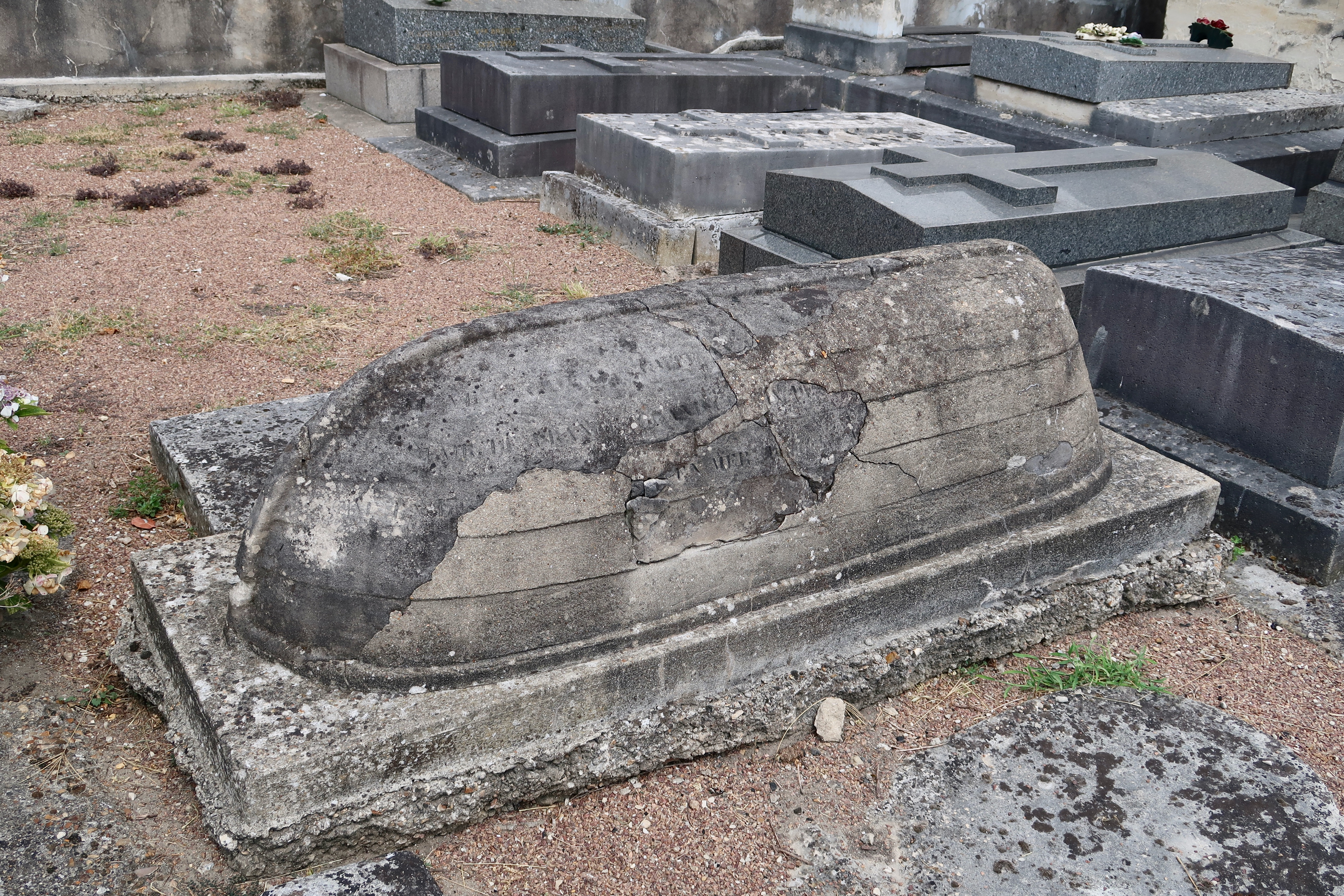
Sépulture de Willaumez.
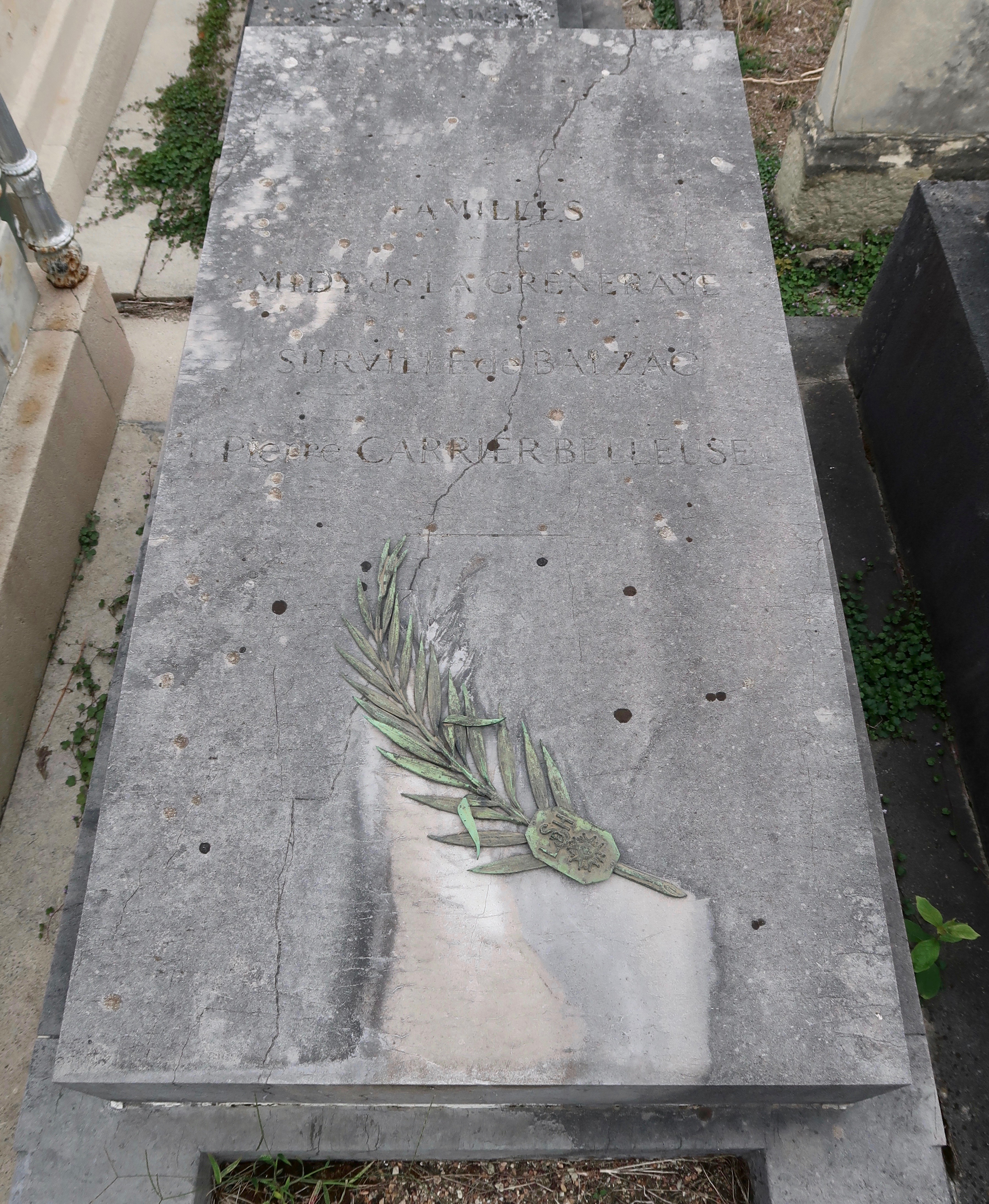
Sépulture de Laure Surville.
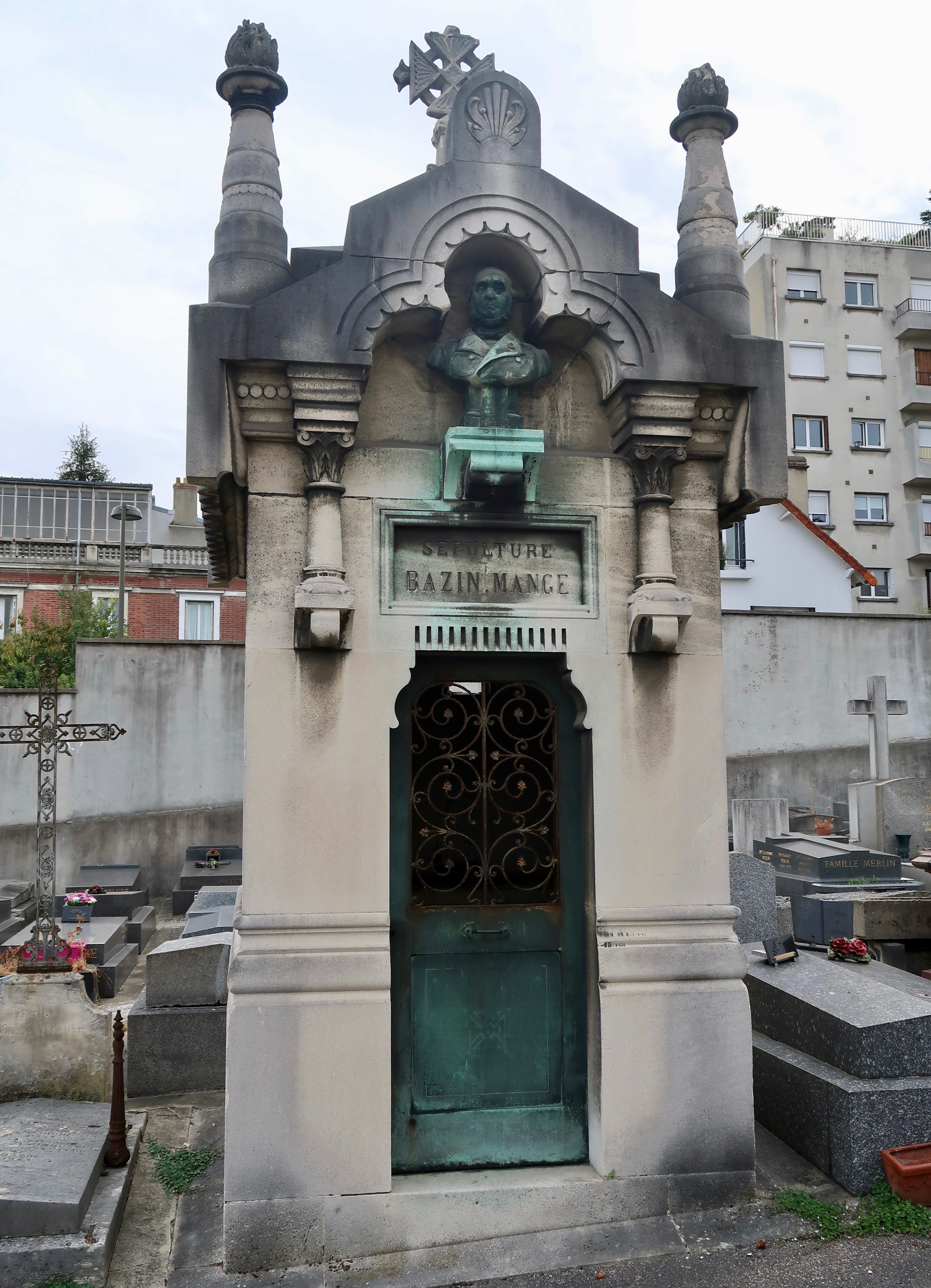
Sépulture d'Ernest Bazin.
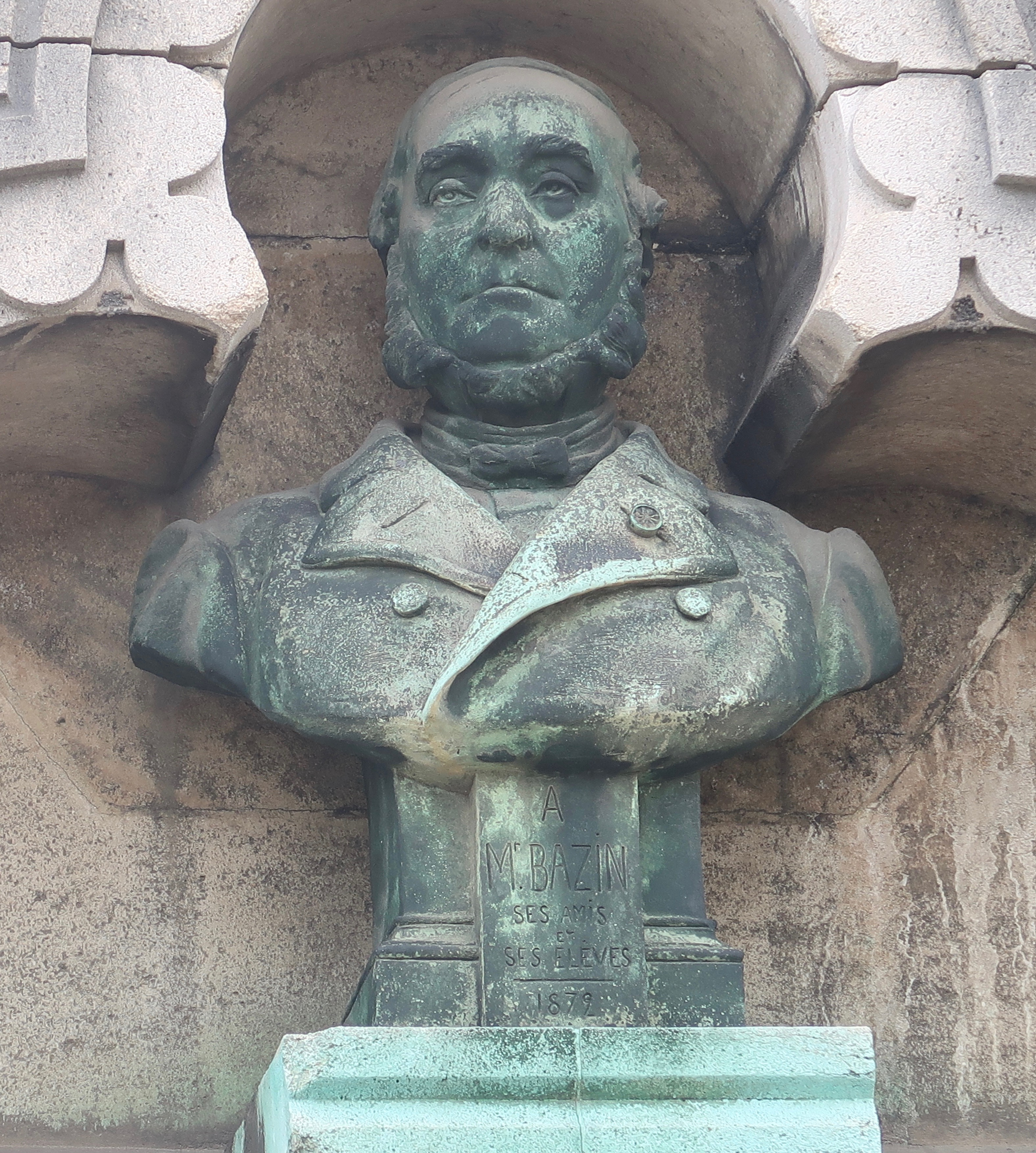
Détail du buste.
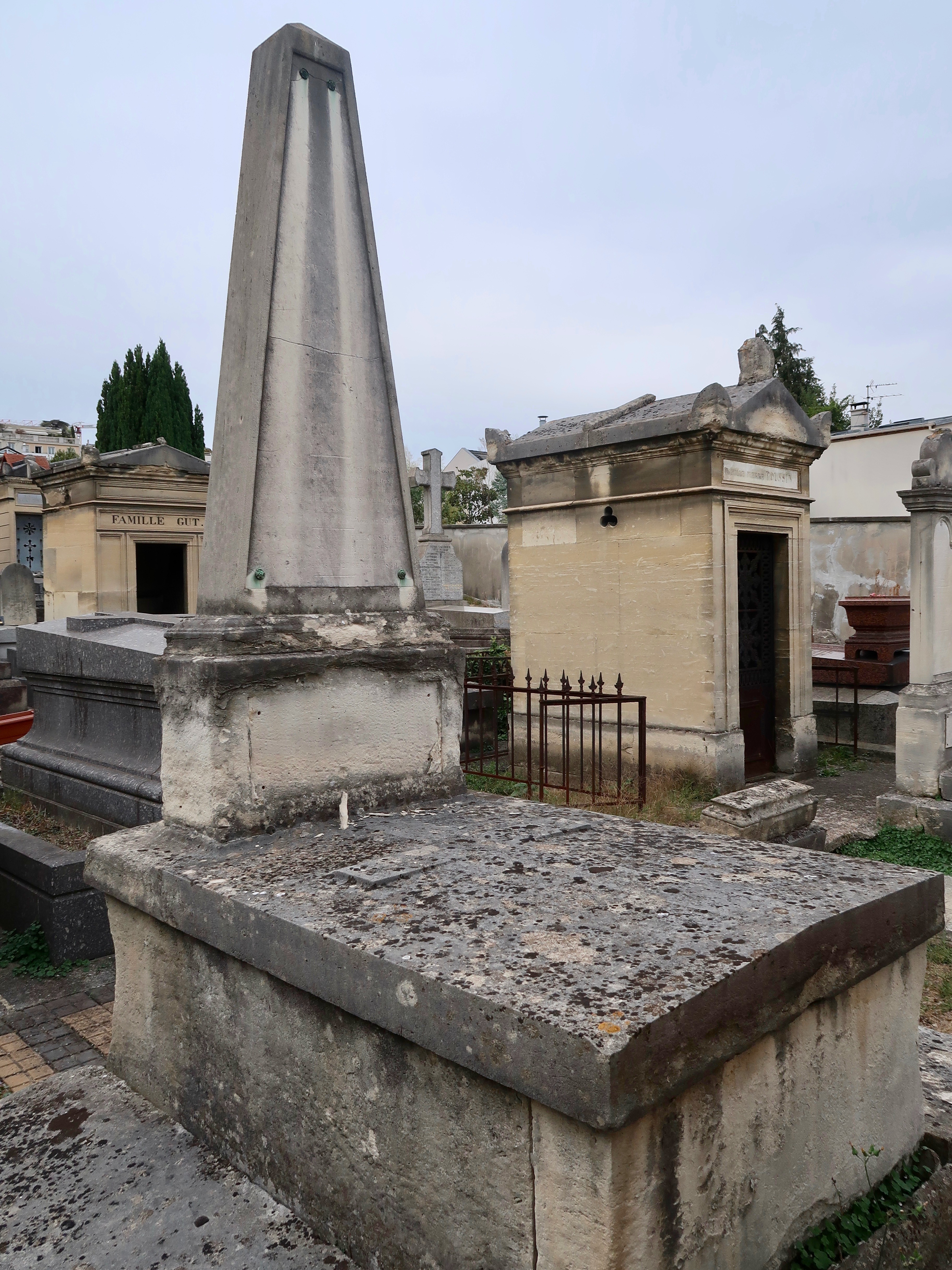
Sépulture de Gustave Paul Cluseret. La plaque funéraire a été volée, rendant désormais la tombe anonyme.
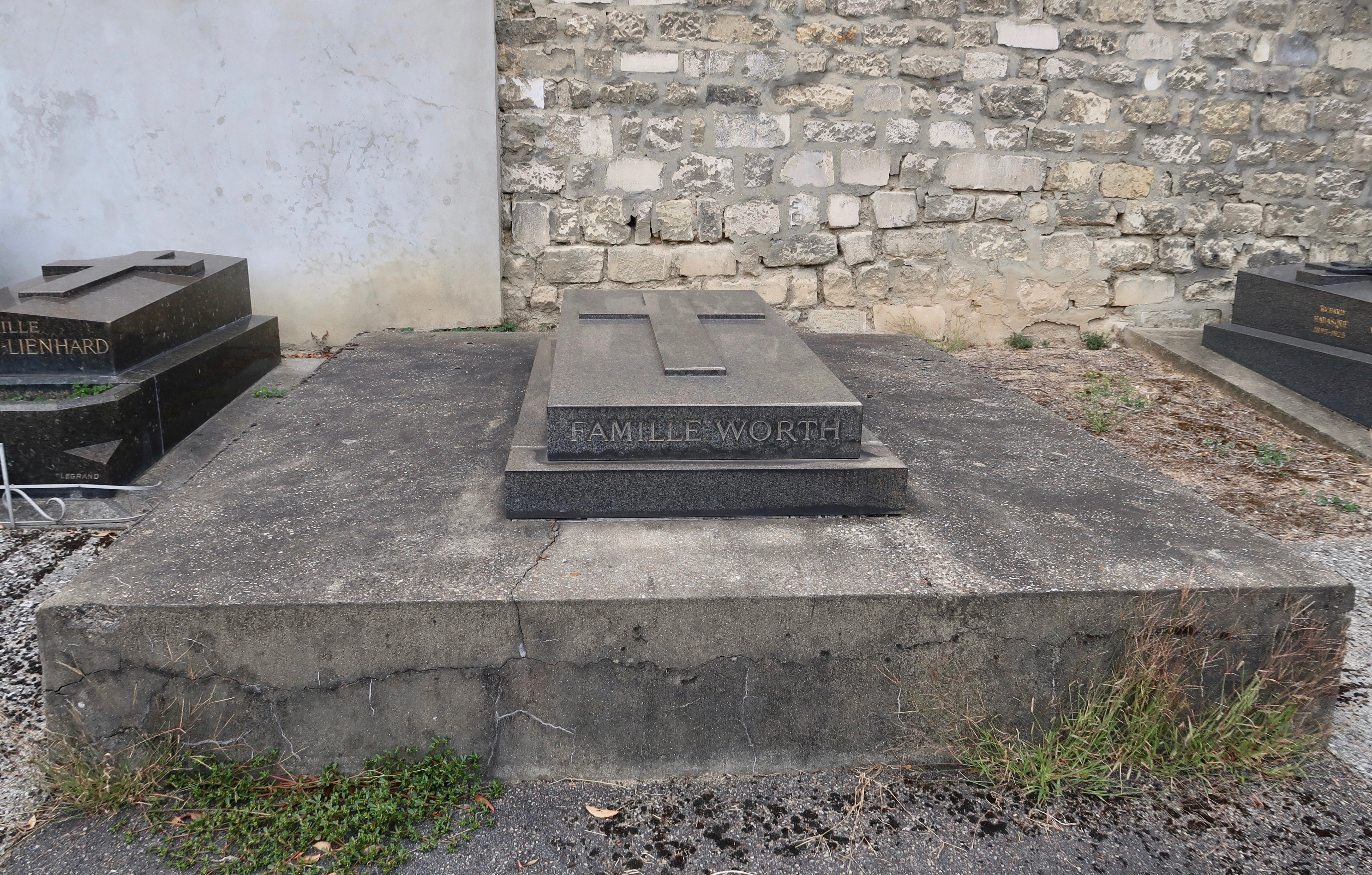
Sépulture Worth.
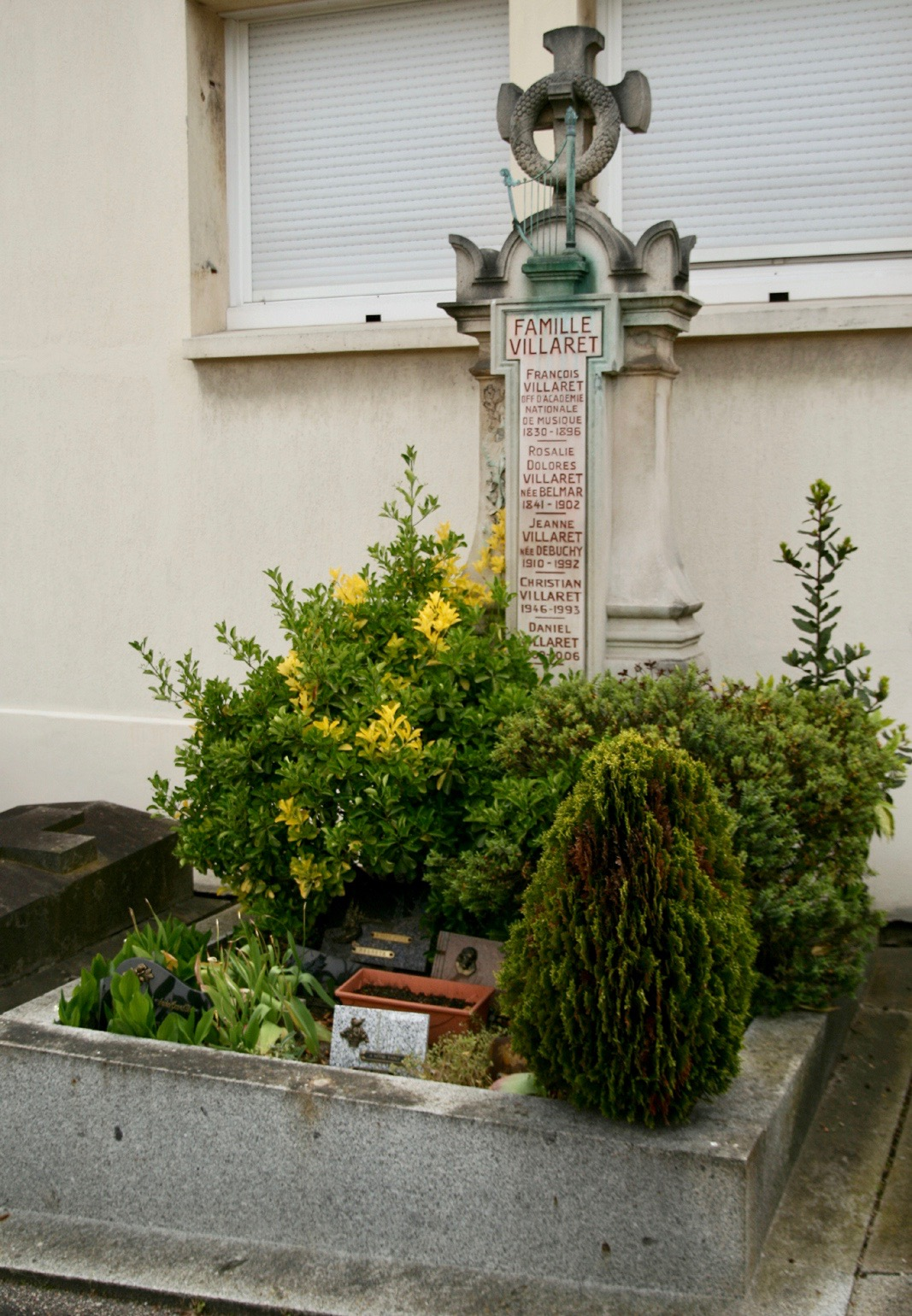
Sépulture de Pierre-François Villaret.
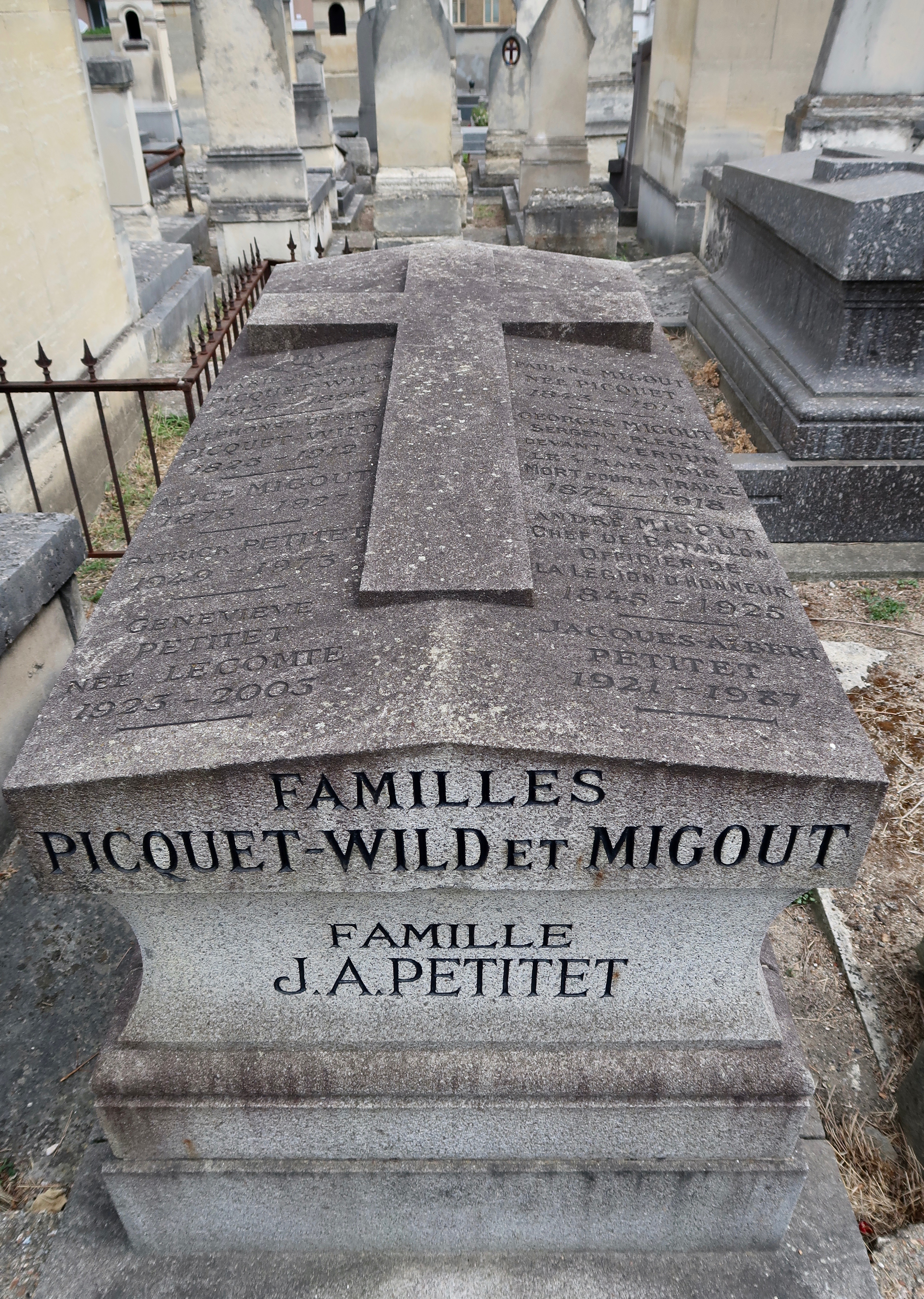
Sépulture de Marie-Joséphine Picquet-Wild.
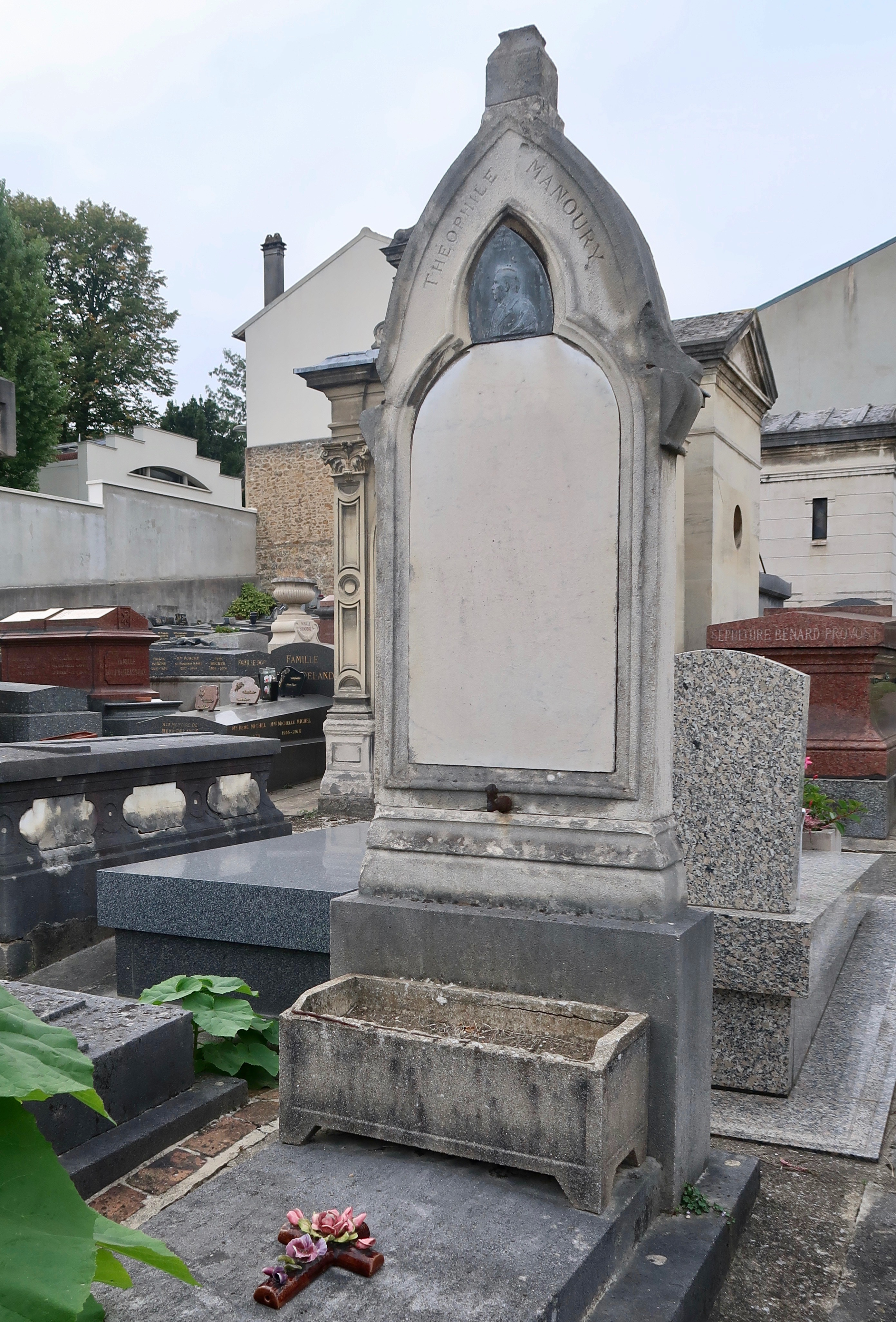
Sépulture de Théophile Manoury.
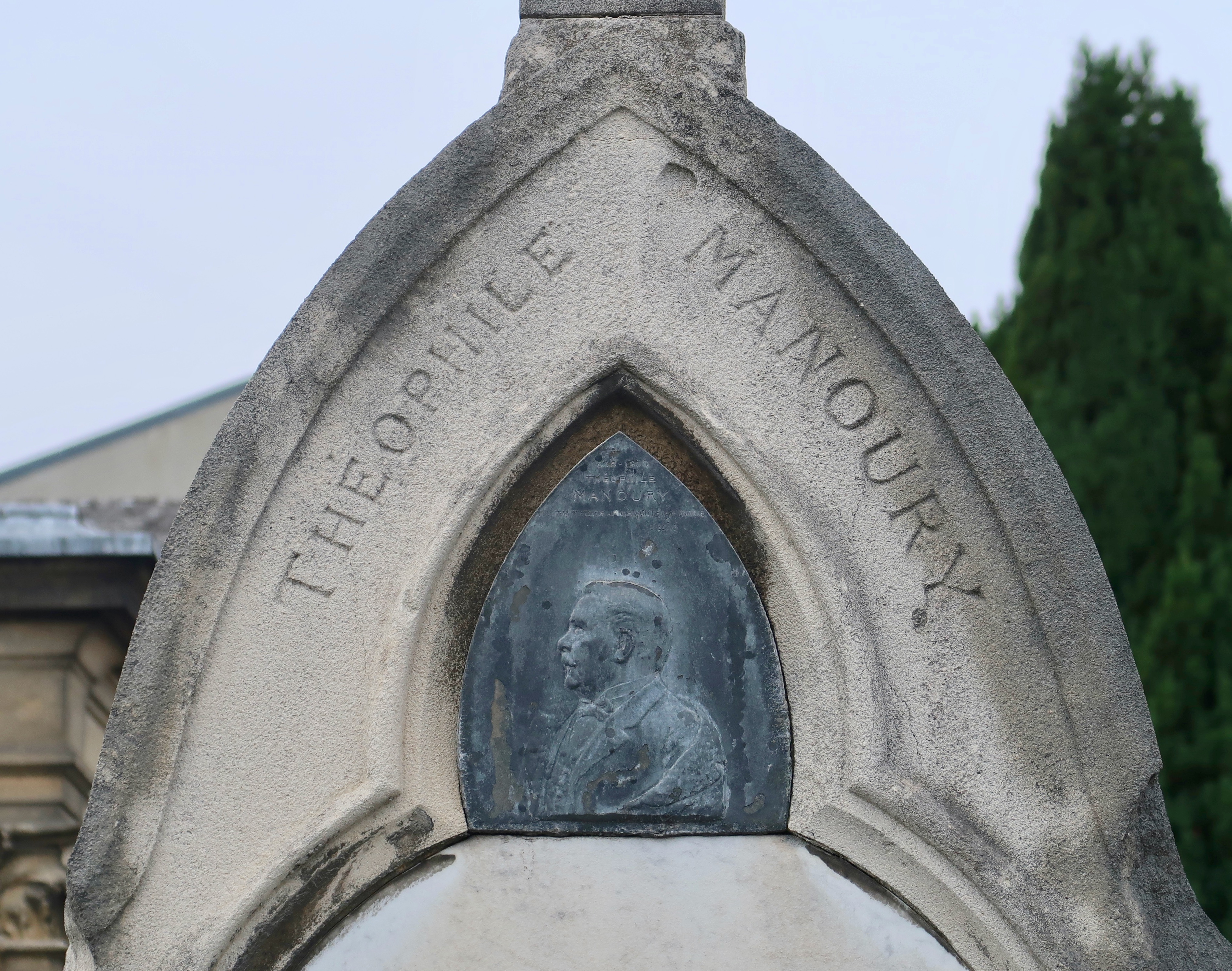
Détail du bas-relief.
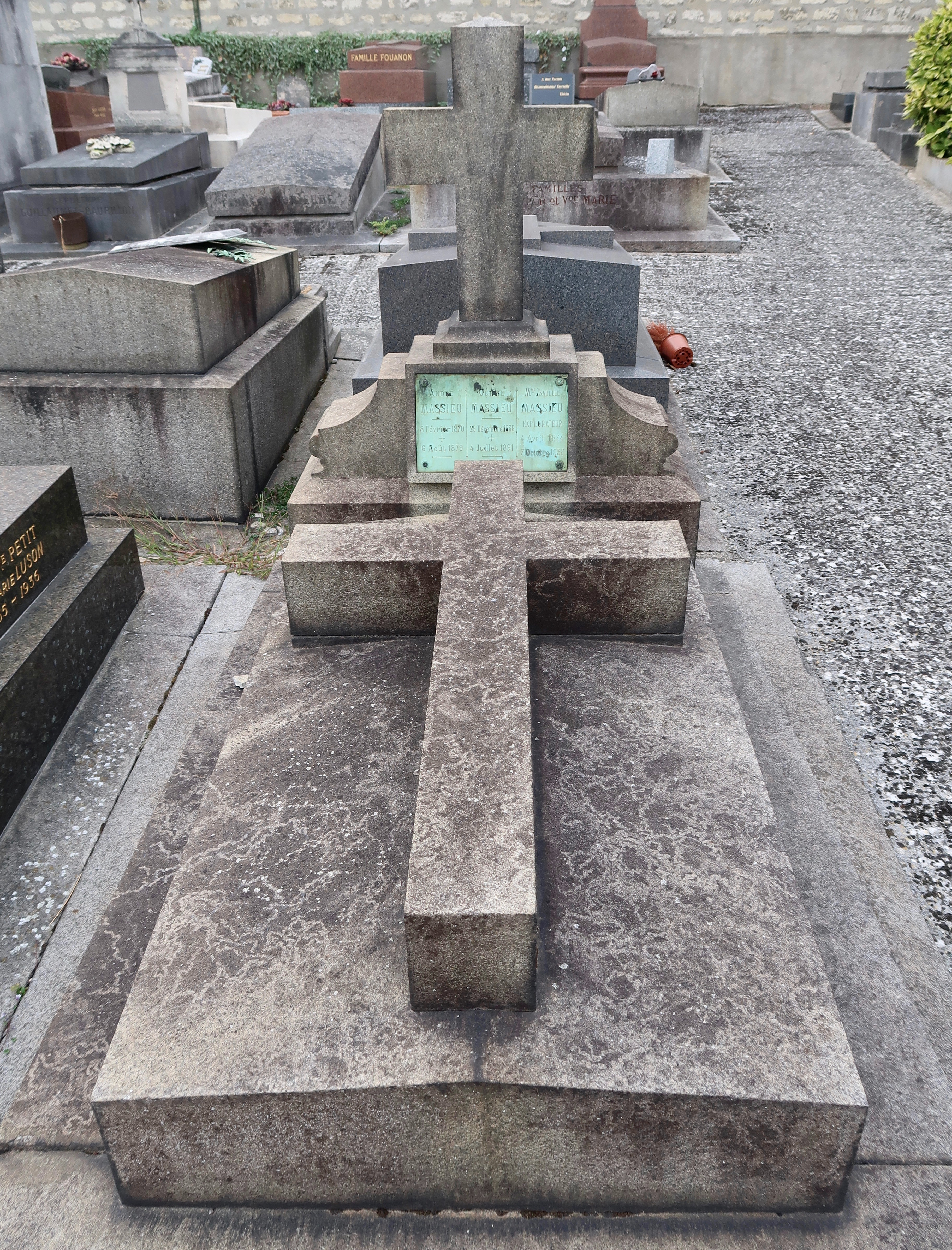
Sépulture d'Isabelle Massieu.
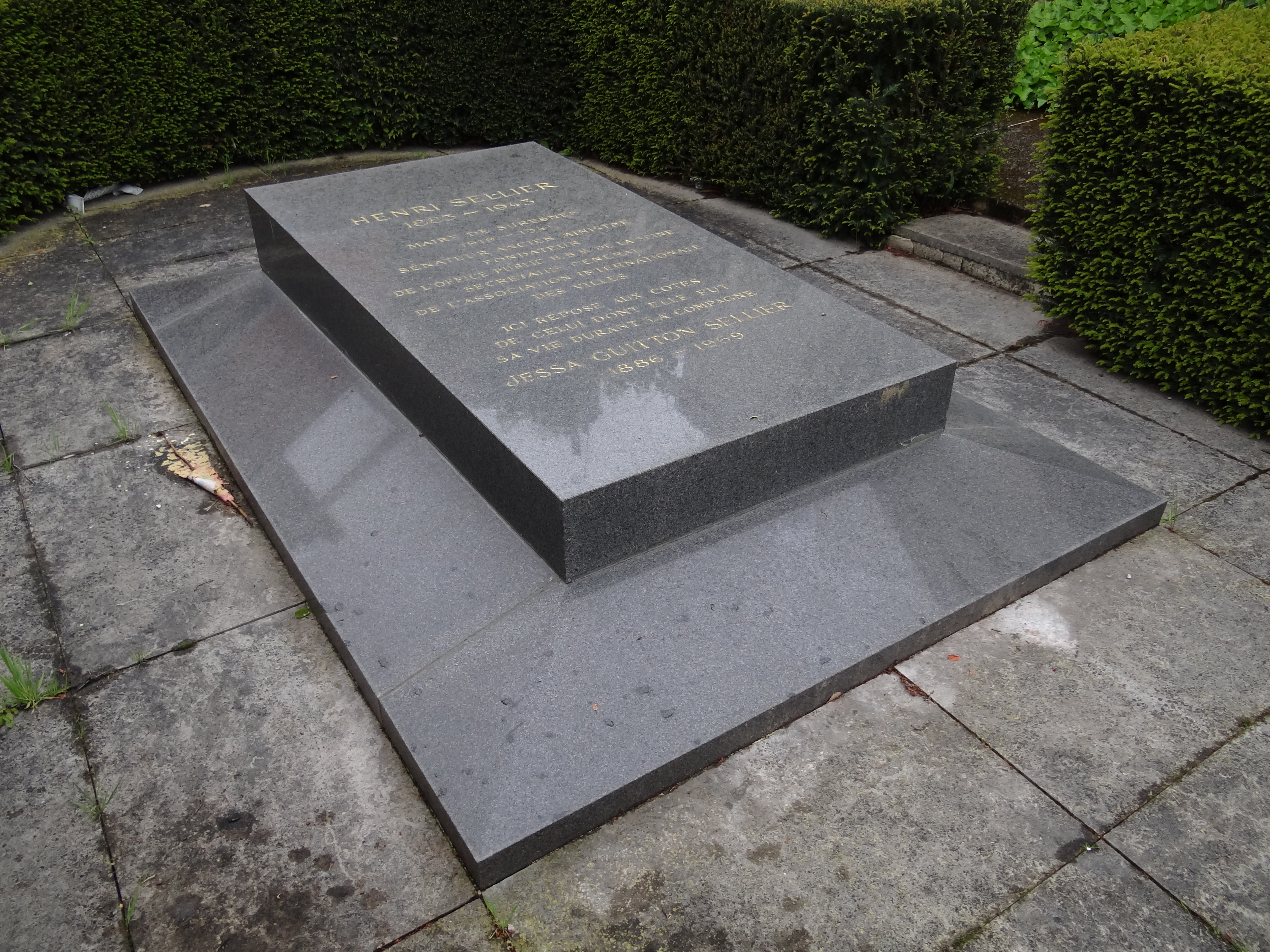
Sépulture d'Henri Sellier.
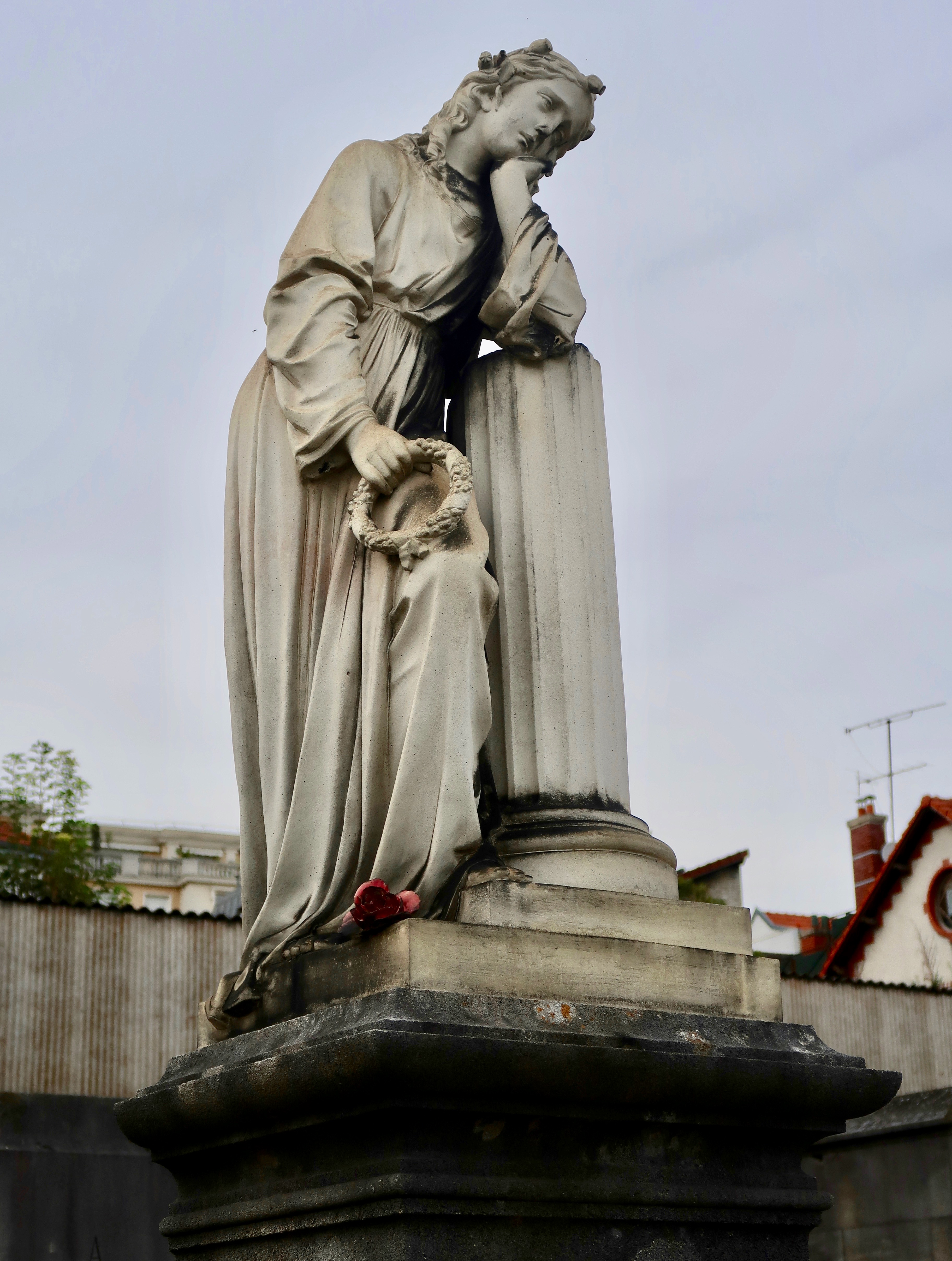
Sculpture sur la tombe Amoedo-Germain[Note 1].
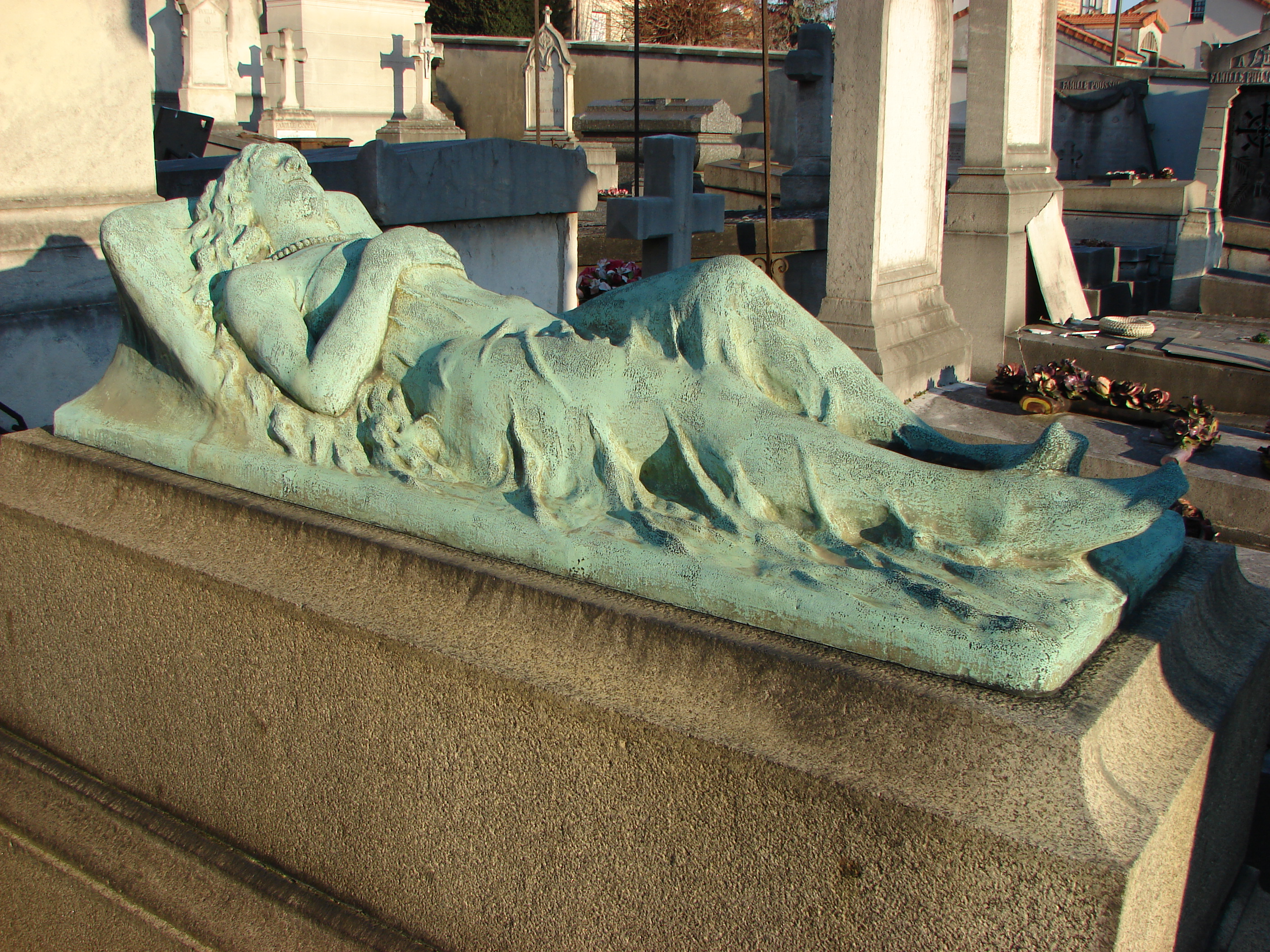
Gisant en bronze d'Augustine Trochery (1856-1887).